# Rudolfine Steindling
Rudolfine Steindling, née le 10 septembre 1934 sous le nom de Rudolfine Eckel et morte le 27 octobre 2012 à Tel Aviv, surnommée Fini la rouge, est une femme d'affaires et une conseillère commerciale autrichienne. 

## Biographie
Après la Seconde Guerre mondiale, Rudolfine Steindling travaille comme comptable dans l'annexe viennoise de la banque hongroise Central Wechsel-und Creditbank. C'est là qu'elle fait la connaissance de son mari — alors marié à l'ancienne résistante Vilma Steindling —, Adolf Dolly Steindling (1918-1983), juif survivant de l'Holocauste et résistant qui fut directeur général de la banque à partir de 1974. Rudolfine Steindling quitte la banque en 1966 et commence son ascension dans l'empire d'entreprises du Parti communiste autrichien (KPÖ), dont elle est membre de 1959 à 1969. Elle est considérée comme bien connectée à l'économie autrichienne ainsi qu'à l'élite politique de la RDA. Même après avoir quitté le KPÖ, elle continue à gérer, en tant que société fiduciaire établie au Kohlmarkt de Vienne, non seulement les biens du KPÖ, mais aussi les fonds de la RDA.
À partir de 1973, elle est directrice de la société Novum GmbH, par laquelle la RDA entretenait des relations de commerce extérieur avec l'Ouest. Cette société, qui faisait partie du secteur de la coordination commerciale, représentait en RDA des entreprises telles que Bosch, Ciba-Geigy, Voestalpine et Steyr, ce qui lui permettait de percevoir des commissions considérables. Rudolfine Steindling reprend en 1978 la moitié et en 1983 la totalité des parts sociales de Novum, qui n'avait jamais été transformée en entreprise propre à l'organisation du SED, mais avait conservé la forme juridique d'une GmbH. Au moment de la réunification allemande, Novum GmbH disposait d'un patrimoine d'environ un demi-milliard de DM sur des comptes en Autriche et en Suisse.
En raison d'accords fiduciaires en faveur de l'entreprise du SED VOB Zentrag, la Treuhandanstalt reprend la gestion de Novum GmbH à partir de 1992. Rudolfine Steindling est alors accusée par les autorités allemandes d'avoir volé 130 millions d'euros sur des comptes est-allemands dans les années 1990, fonds qui appartenaient à l'État allemand après la réunification. Steindling poursuit alors le successeur de la Treuhand, la Bundesanstalt für vereinigungsbedingte Sonderaufgaben (BvS), devant le tribunal administratif de Berlin. Elle déclare être l'unique actionnaire de Novum depuis avril 1983 pour le compte du Parti communiste autrichien (KPÖ) et obtient d'abord gain de cause en première instance. Le tribunal administratif supérieur de Berlin décide toutefois en deuxième instance que Novum GmbH n'avait été gérée par Steindling qu'en apparence à partir de 1983, afin de transférer des biens du SED à l'étranger, et qu'elle devait donc être considérée comme une personne morale liée au SED.
Avant même que l'affaire ne soit définitivement réglée sur le plan juridique, Rudolfine Steindling retire environ la moitié de l'avoir des comptes Novum, dont la destination ultérieure est restée en partie inexpliquée. En 2009, la BvS conclut avec Steindling un accord d'exécution portant sur le paiement de 106 millions d'euros, plus le produit des réserves, de sorte que l'établissement fédéral a reçu au total 120 millions d'euros qui ont été versés aux nouveaux Länder. Steindling a vécu en dernier lieu à Vienne et à Tel Aviv, où elle est apparue comme donatrice et mécène. Elle a notamment soutenu le mémorial de l'Holocauste Yad Vashem et a créé le Dolly Steindling Fund en l'honneur de son défunt mari. Steindling menait un style de vie extravagant et avait déjà transféré de son vivant des biens importants — comme sa villa de Döbling — à sa fille. Rudolfine Steindling meurt le 27 octobre 2012 à Tel Aviv ; elle est inhumée dans la section néo-israélite du cimetière central de Vienne.
La Bank Austria, qui était la banque attitrée de Steindling (à l'époque en tant que Länderbank) et qui était accusée de complicité avec la femme d'affaires, est  condamnée en mars 2010 par la Cour suprême du canton de Zurich à payer un total de 245 millions d'euros de dommages et intérêts, mais l'instance d'appel a tout d'abord annulé le jugement et renvoyé la procédure devant le tribunal de première instance. Un nouveau jugement de la Cour suprême de Zurich est devenu définitif après le rejet d'un recours par le Tribunal fédéral suisse en 2013, de sorte que la Bank Austria a dû payer 128 millions d'euros, plus 5 % d'intérêts depuis 1994, à la République fédérale d'Allemagne.
Le 21 août 2014, la Bundesanstalt für vereinigungsbedingte Sonderaufgaben (BvS), en tant que fiduciaire pour les biens de l'ex-RDA, a déposé une plainte auprès du tribunal de district de Zurich contre la banque suisse Julius Baer & Co. AG en vue d'obtenir des dommages et intérêts pour des biens d'État disparus de la RDA d'un montant équivalent à 135 millions d'euros. Cette somme aurait été transférée par Rudolfine Steindling, via Novum GmbH, sur des comptes suisses de la "Cantrade Privatbank AG" (Zurich). Plus tard, Steindling aurait retiré l'argent et l'aurait stocké dans des coffres bancaires, sans que l'on sache où il se trouve définitivement. En 2019, le Tribunal fédéral suisse de Lausanne condamne la banque Julius Baer, successeur légal de la Cantrade Privatbank, à verser 88 millions d'euros, plus les intérêts, à la République fédérale. La banque n'a pas pu se prévaloir de l'accord conclu entre Steindling et la BvS en 2009.

## Film documentaire
- L'incroyable histoire des millions du SED. Émission Monitor du 20 septembre 2010.
- L'affaire Fini la Rouge - Les millions disparus de la RDA. Émission d'Arte du 19 juin 2021[6].